# Famille Milliet de Challes
Cette page explique l’histoire ou répertorie les différents membres de la famille de Milliet.
La famille Milliet de Challes est la branche cadette de la famille Milliet.

## Personnalités
- Prosper Milliet de Challes (1563-1589), Chevalier de Malte (1580).
- Hector Milliet, baron de Challes et d'Arvillars (1568-1642), auteur de la branche Milliet de Challes, premier président de la Chambre des Comptes de Savoie, premier président du Sénat de Savoie, ambassadeur.
  - Claude François Milliet Dechales (1621-1678), prêtre jésuite et mathématicien.
  - François-Amédée Milliet de Challes et d’Arvillars (1623-1703), prélat, archevêque-comte de Tarentaise.
- Paul Milliet, dit de Challes (1599-1656), prélat, évêque de Maurienne.
- Jean Louis Milliet de Challes (1613-1675) : Ier marquis de Challes conseiller d'État, président du Sénat de Savoie (avant 1655), puis premier président de la Cour des Comptes (26 avril 1660).